# Barents hav

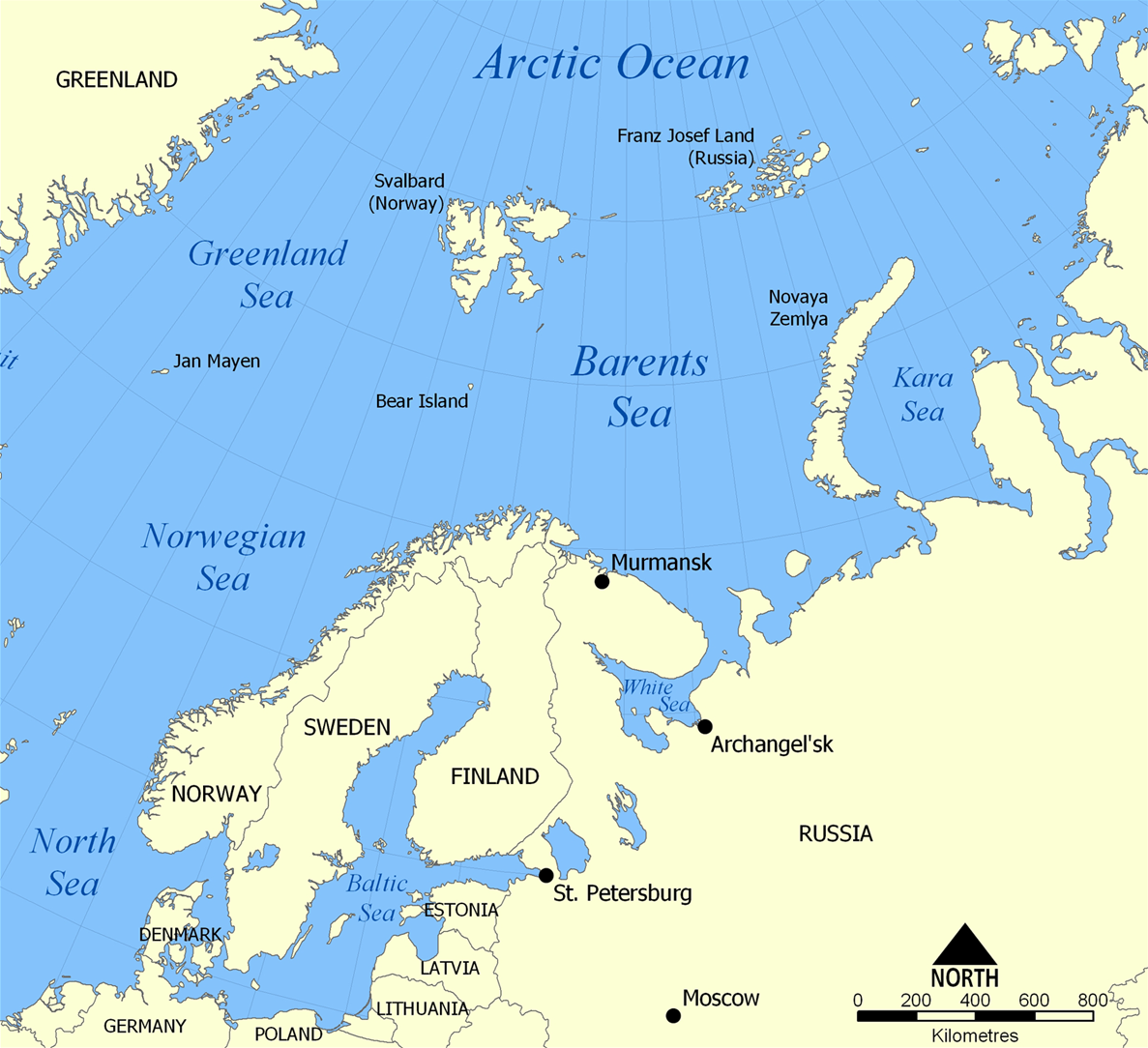
Karta över Barents hav.

Barents hav är ett bihav till Norra ishavet, beläget mellan den nordligaste delen av det europeiska fastlandet, Kolahalvön, Svalbard med den största ön Spetsbergen och Frans Josefs land samt Novaja Zemlja. Västgränsen mot Norska havet anses vara en linje Spetsbergen-Björnön-Nordkap. Havsområdet har namngivits efter Willem Barents, holländsk upptäckare i Arktis.
Det genomsnittliga vattendjupet är 200 meter. Vid övergången till Norska rännan är Barents hav upp till 513 meter djup och vid övergången till Karahavet upp till 600 meter djup. Golfströmmen transporterar sitt salta varma vatten genom Barents hav mot centrala Arktis. När Golfströmmen vänder tar den med sig sötvatten i form av isberg och smält is. Golfströmmen har den påverkan att i och omkring Barents hav är det ett mildare klimat jämfört med östligare delar av ishavet.
Sedan omkring 2005 har temperatur och salthalt ökat kraftigt i Barents hav, som bedöms bli den del av Norra ishavet som först blir isfritt. Barents hav ändras därför från att vara ett stratifierat ishav till att få en välblandad vattenpelare av atlantisk typ.

## Ekonomisk zonindelning
Barents hav indelas i fem förvaltningsområden:
1. Den norska ekonomiska zonen
2. Den ryska ekonomiska zonen
3. Fiskeskyddszonen
4. Kryphålet (norska: Smutthullet)
5. Gråzonen (det norsk-ryska territorialvattengränsområdet)

## De nationella zonerna
Enligt sjörätten har kuststaterna både rätt och plikt att förvalta resurserna, det vill säga att fiska med mera. I Barents hav fastställer Norge och Ryssland fiskekvoterna. Fiskbestånden vandrar mellan zonerna och länderna samarbetar om fiskeförvaltningen – de är ålagda att göra. Samarbetet sköts genom en gemensam kommission (vars norska namn är: Den blandede norsk-russiske fiskerikommisjon). I Barents hav fiskar man primärt efter torsk, kolja och lodda. Torskfisket är ekonomiskt viktigast och torskkvoten är jämnt fördelad mellan Norge och Ryssland. Själva fisket är inte indelat efter zoner; fiskeflottorna bestämmer själva var i Barents hav de skall uppbringa sina fångster.

## Fiskeskyddszonen
I fiskeskyddszonen vållar oklara juridiska omständigheter problem för förvaltningen. Norge och Ryssland har haft svårt att komma överens om bestämmelser för inspektion och fiske. 1977 upprättade Norge denna särskild fiskeskyddszon. I den norska politiken heter det att det skall upprättas en exklusivt norsk ekonomisk zon inom fiskeskyddszonen "när tiden för detta är mogen". Norge ansåg sig ha stöd i internationell havsrätt att göra så, men tilltaget har bestridits. Endast Kanada och Finland erkänner i någon mån den norska skyddszonen. Ryssland anser att skyddszonen är internationellt farvatten och bestrider att den norska kustbevakningen har rätt att inspektera ryska fartyg som fiskar i skyddszonen. Andra länder har godtagit den norska inspektionsrätten.

## Kryphålet (no. Smutthullet, eng. the Loophole)

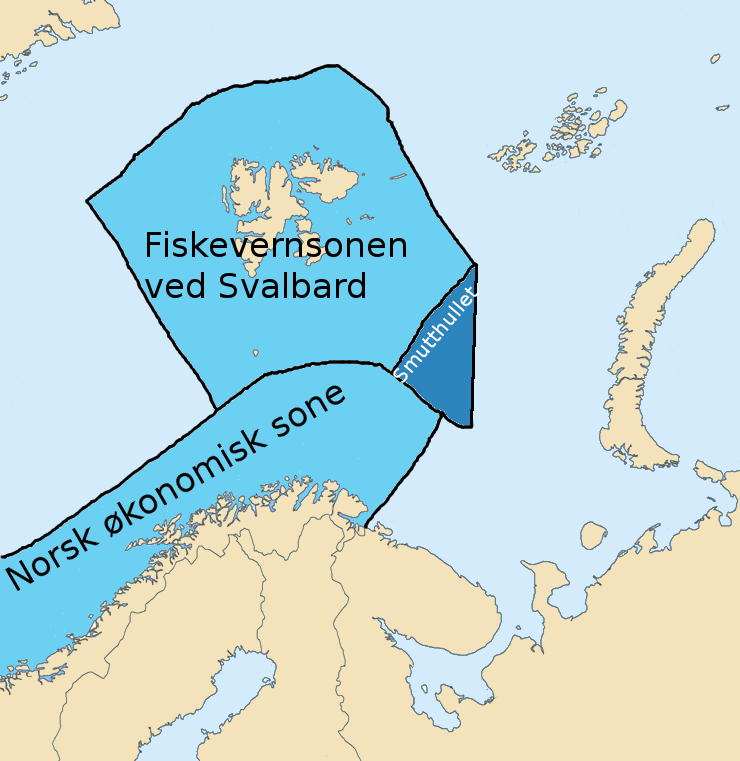
Kryphålet markerat i mörkblått, öster om Norges ekonomiska zon

Alla parter är överens om att Kryphålet är internationellt farvatten. Så har det varit sedan maj 1999 då Island, Norge och Ryssland undertecknade kryphålsöverenskommelsen ("The Loophole Agreement"). Avtalet satte punkt för sex års stridigheter om oreglerat fiske från isländsk sida. Kryphålsöverenskommelsen gav Island rätt att fiska i norsk- och ryskkontrollerade zoner mot att Island gav upp fisket i Kryphålet. Fisket i Kryphålet idag (2018) sker bland annat efter snökrabba.

## Gråzonen
Norge och Ryssland har hittills inte kommit överens om gränsdragningen för ländernas territorialvatten. Lösningen har istället blivit att upprätta ett gränsområde: Gråzonen. För detta område finns ett avtal som förnyas årligen. Gråzonen har en temporär status, när länderna kommer överens om gränsdragningen till havs, skall zonen upphöra som gräns. I Gråzonen kontrollerar Norge och Ryssland sina respektive lands fiskefartyg. Norsk och rysk kustbevakning har lika stort ansvar för kontroll av fartyg från tredje land.

## Olyckor och fartygsförlisningar
I augusti år 2000 sjönk den ryska atomubåten Kursk i Barents hav på 100 meters djup.